# Carel Godin de Beaufort
Jonkheer Karel Pieter Antoni Jan Hubertus (Carel) Godin de Beaufort (ur. 10 kwietnia 1934 w Maarsbergen, zm. 2 sierpnia 1964 w Kolonii) – holenderski kierowca wyścigowy.
Pochodził z jednego z największych rodów szlacheckich w Holandii. Zaczynał od kartingu i awansował do coraz wyższych serii wyścigowych. Startował w Formule 1 w latach 1957–1964. Związany był z zespołem Porsche. Cztery razy zdobywał po punkcie za szóste miejsca w wyścigach. Podczas treningów przed Grand Prix Niemiec w 1964 wypadł z toru na szybkim zakręcie. Bolid przekoziołkował, kierowca wypadł i został przygnieciony przez wrak. Doznał obrażeń głowy, nóg i narządów wewnętrznych. Zmarł w szpitalu po trzech dniach.